# Lỗ Sơn, Bình Đỉnh Sơn
Lỗ Sơn (chữ Hán giản thể: 鲁山县, âm Hán Việt: Lỗ Sơn huyện) là một huyện thuộc địa cấp thị Bình Đỉnh Sơn, tỉnh Hà Nam, Cộng hòa Nhân dân Trung Hoa. Huyện Lỗ Sơn có diện tích 2406 km², dân số năm 2002 là 820.000 người. Huyện lỵ đóng tại trấn Lỗ Dương. Mã số bưu chính của huyện này là 467300. Huyện Lỗ Sơn được chia các đơn vị hành chính gồm 6 trấn và 15 hương.
- Trấn: Lỗ Dương, Hạ Thang, Lương Oa, Trương Lương, Trương Quan Dinh và Nghiêu Sơn.
- Hương: Trương Điếm, Tân Tập, Hùng Bối, Nhương Hà, Ngõa Tầng, Triệu Thôn, Đổng Châu, Thương Đầu, Mã Lâu, Kê Trủng, Bối Tư, Cổn Tử Dinh, Quan Âm Tự, Tây Khỏa Thụ và Chiêu Bình Đài Khố Khu.